# Перелески (Черняховский район)
Перелески (до 1938 — Мюле Кеппуррен (нем. Mühle Keppurren), до 1947 — Фридрихсмюле (нем. Friedrichsmühle)) — посёлок в Черняховском районе Калининградской области. 

## История
Поселок назывался Мюле-Кеппуррен (нем. Mühle Keppurren) до 1938, Фридрихсмюле (нем. Friedrichsmühle) до 1946 года.
До 2015 года входил в состав Свободненского сельского поселения.

## Население
| 1910 | 2002 | 2010 |
| ---- | ---- | ---- |
| 70   | ↘16  | ↘0   |